# Акара (Пара)

Акара на карте штата.

Акара (порт. Acará) — муниципалитет в Бразилии, входит в штат Пара. Составная часть мезорегиона Северо-восток штата Пара. Входит в экономико-статистический микрорегион Томе-Асу. Население составляет 53 569 человек на 2010 год. Занимает площадь 4343,805 км². Плотность населения — 12,33 чел./км².

## История
Город основан 31 октября 1935 года. 

## Демография
Согласно сведениям, собранным в ходе переписи 2010 г. Национальным институтом географии и статистики (IBGE), население муниципалитета составляет:
| Полное население                               | Полное население                               | Полное население                               | Полное население                               | 53 569 |
| ---------------------------------------------- | ---------------------------------------------- | ---------------------------------------------- | ---------------------------------------------- | ------ |
| в том числе:                                   | Городское население                            | 12 621                                         | Процент городского населения, %                | 23,56  |
|                                                | Сельское население                             | 40 948                                         | Процент сельского населения, %                 | 76,44  |
|                                                | Мужское население                              | 28 115                                         | Процент мужского населения, %                  | 52,48  |
|                                                | Женское население                              | 25 454                                         | Процент женского населения, %                  | 47,52  |
| Плотность населения, чел/км²                   | Плотность населения, чел/км²                   | Плотность населения, чел/км²                   | Плотность населения, чел/км²                   | 12,33  |
| Население муниципалитета в % к населению штата | Население муниципалитета в % к населению штата | Население муниципалитета в % к населению штата | Население муниципалитета в % к населению штата | 0,71   |

По данным оценки 2015 года население муниципалитета составляет 54 064 жителя.

## Статистика
- Валовой внутренний продукт на 2003 год составляет 163 791 393,00 реалов (данные: Бразильский институт географии и статистики).
- Валовой внутренний продукт на душу населения на 2003 год составляет 2818,89 реалов (данные: Бразильский институт географии и статистики).
- Индекс развития человеческого потенциала на 2000 год составляет 0,629 (данные: Программа развития ООН).

## Административное деление
Муниципалитет состоит из 3 дистриктов:
| № | Наименование дистрикта | Наименование дистрикта (порт.) | Территория, км² | Население, чел.(2010) | Население, чел.(2010) | Население, чел.(2010) | Плотность, чел./км² | Код дистрикта |
| № | Наименование дистрикта | Наименование дистрикта (порт.) | Территория, км² | всего                 | городское             | сельское              | Плотность, чел./км² | Код дистрикта |
| 1 | Акара                  | Acará                          | 3268,93         | 34 818                | 12 444                | 22 374                | 10,65               | 150020605     |
| 2 | Гуажара-Мири           | Guajará-Miri                   | 610,66          | 12 148                | 177                   | 11 971                | 19,89               | 150020610     |
| 3 | Жагуарари              | Jaguarari                      | 464,22          | 6603                  | -                     | 6603                  | 14,22               | 150020615     |

## Важнейшие населенные пункты
| № | Населённый пункт | Населённый пункт (порт.) | Категория | Население чел. (2010) | На карте                       |
| - | ---------------- | ------------------------ | --------- | --------------------- | ------------------------------ |
| 1 | Акара            | Acará                    | город     | 12 444                | 1°57′41″ ю. ш. 48°11′56″ з. д. |
| 2 | Гуаруман         | Guarumã                  | поселок   | 1217                  | 1°57′33″ ю. ш. 48°20′58″ з. д. |
| 3 | Вила-Израил      | Vila Israel              | поселок   | 511                   | 2°26′17″ ю. ш. 48°50′17″ з. д. |
| 4 | Санта-Мария II   | Santa Maria II           | поселок   | 370                   | 1°45′38″ ю. ш. 48°24′18″ з. д. |
| 5 | Гуажара-Мири     | Guajará-Miri             | поселок   | 177                   | 1°30′50″ ю. ш. 48°25′00″ з. д. |